# Tom Tight et Dum Dum
Tom Tight et Dum Dum er en fransk stumfilm fra 1903 af Georges Méliès.